# Pierre de Beauvau du Rivau
 (août 2019).
Si vous disposez d'ouvrages ou d'articles de référence ou si vous connaissez des sites web de qualité traitant du thème abordé ici, merci de compléter l'article en donnant les références utiles à sa vérifiabilité et en les liant à la section « Notes et références ».
Pierre de Beauvau du Rivau ( ?, mort en 1453), seigneur du Rivau et de la Bessière (à Deux-Évailles), devient seigneur du Rivau par son mariage en 1438 avec Anne de Fontenay, dame de Saint-Cassien (à Angliers). Conseiller-chambellan de Charles VII, il meurt en 1453 de blessures reçues à la bataille de Castillon.

## La branche desBeauvaudu Rivau
Cousin issu de germain de Pierre de Beauvau (baron de Beauvau, fondateur de la maison de Beauvau-Craon et seigneur de Champigny), il est le fils de Mathieu III de Beauvau, seigneur de la Bessière, et écuyer d’écurie de Louis II, roi de Sicile, et de Jeanne Bessoneau. Les deux Pierre de Beauvau ont Macé de Beauvau comme ancêtre commun, chevalier, seigneur et baron de Beauvau, sénéchal d’Anjou.
Le 23 août 1438, il se marie avec Annette de Fontenay, fille ainée d’Amboise de Fontenay, chevalier, seigneur de Saint-Cassien, et de dame Marguerite du Puy. Ils dotent leur fille des seigneuries du château du Rivau, du Coudray, et de terres sur L'Île-Bouchard (et sur Champigny-sur-Veude).
En 1442, Pierre de Beauvau fait reconstruire le château du Rivau avec l’autorisation du roi Charles VII en remerciement de ses bons et loyaux services. Charles VII lui donne l’autorisation « de faire fortifier son hôtel, et d’y faire fossés, murailles, créneaux, arbalétrier, canonnières, tours ». Pour ses bons et loyaux services, il lui est également donné le droit d’instituer une garnison commandée par un capitaine « sans interruption des autorités de la forteresse de Chinon ».
Le roi place le fief du Rivau sous sa suzeraineté directe, véritable privilège royal.

## La guerre de 100 ans
Conseiller et Chambellan du roi Charles VII, il assista Jean d’Anjou, duc de Calabre, en 1450, et il servit sous Jean, Bâtard d’Orléans, Comte de Dunois. Il illustre sa valeur au combat. Il fut blessé à la bataille de Castillon qui sonne la reconquête définitive de l’Aquitaine par les Français.